# 綾羅人民遊樂園
綾羅人民遊樂園（朝鲜语：／ Rŭngra Inmin Yuwŏnji */?）位于朝鲜平壤綾羅島，它于2012年由金正恩和他的妻子李雪主揭幕。
截至2012年，綾羅人民遊樂園的入園費爲2000北韓元，相當於北韓政府釐定匯率下的20美元，或以北韓黑市釐定匯率下的0.25美元。